# Хейнс (боро)
Хейнс (англ. Haines Borough) — боро Аляски.
Население — 2257 человек (2006), из них 82,5 % — белые, 11,5 % — коренное население.
Боро был организован в 1968 году и включает в себя 6 CDP, крупнейшая из них — Хейнс (1811 человек). Граничит с территориями городов Скагуэй и Джуно, зоной переписи Хуна-Ангун и Британской Колумбией.
Боро Хейнс находится в северной части Юго-Восточной Аляски. На его территории чаходится часть охраняемого Тонгасского леса. Западнее расположен национальный парк Глейшер-Бей.
С Аляскинской трассой Хейнс связан ответвлением от Хейнс-Джанкшена. Также боро — один из северных пунктов паромов Alaska Marine Highway. На территории Хейнса находится государственный гражданский аэропорт, обслуживающий местные рейсы с соседними поселениями.